# گمینا ییکوویتسه
گمینا ییکوویتسه (به لهستانی:  Gmina Jejkowice) یک گمینا در لهستان است که در شهرستان ربنگک واقع شده‌است. گمینا ییکوویتسه ۷٫۵۹ کیلومتر مربع مساحت و ۳٬۶۸۳ نفر جمعیت دارد.